# Jim Woodring
James William Woodring detto Jim (Los Angeles, 11 ottobre 1952) è un fumettista, artista e scrittore statunitense, noto per i fumetti Jim e Frank.

## Biografia
Nato a Los Angeles è il maggiore di due fratelli. Attualmente vive e lavora a Seattle.

## Accoglienza
I suoi libri hanno avuto una buona accoglienza, nonostante il basso numero di vendite.